# Mystrosa rubiginea
Mystrosa rubiginea là một loài bọ cánh cứng trong họ Cerambycidae.